# Zhuolan
Zhuolan (卓蘭鎮S, Zhuólán ZhènP) è un comune di Taiwan, situato nella provincia di Taiwan e nella contea di Miaoli.